# Groupe de NGC 3312
Le groupe de NGC 3312 comprend au moins 11 galaxies situées dans la constellation de l'Hydre. La distance moyenne entre ce groupe et la Voie lactée est d'environ 40,1 Mpc (∼131 millions d'al). 

## Membres
Le tableau ci-dessous liste les 11 galaxies du groupe indiquées dans l'article de A.M. Garcia paru en 1993.   
| Nom        | Class.      | Type           | α (J2000.0)   | δ (J2000.0)  | Vitesse radiale (km/s) | m     | Distance (Mpc) | Dimension (kal) |
| ---------- | ----------- | -------------- | ------------- | ------------ | ---------------------- | ----- | -------------- | --------------- |
| NGC 3312   | SA(s)b pec? | Spirale        | 10h 37m 02.5s | -27° 33′ 54″ | 2886 ± 9               | 11,9  | 47,6 ± 3,4     | 235             |
| IC 25971   | E+4         | Elliptique     | 10h 37m 47.4s | -27° 04′ 54″ | 3014 ± 48              | 12,0  | 42,3 ± 3,6     | 138             |
| NGC 3314A  | Sab         | Spirale        | 10h 37m 12.8s | -27° 41′ 02″ | 2851 ± 8               | 12,5  | 39,8 ± 2,8     | 57              |
| NGC 3285B  | SB(rs)b     | Spirale barrée | 10h 34m 36.9s | -27° 39′ 11″ | 2952 ± 10              | 13,1  | 41,2 ± 3,0     | 59              |
| ESO 437-15 | SB0^0(s)?   | Lenticulaire   | 10h 36m 58.1s | -28° 10′ 35″ | 2765 ± 12              | 13,53 | 38,6 ± 2,8     | 77              |
| ESO 501-68 | S(B)bc(rs)  | Spirale barrée | 10h 39m 18.2s | -26° 50′ 24″ | 3090 ± 10              | 14,25 | 43,2 ± 3,1     | 70              |
| PGC 31441  | S0(3)       | Lenticulaire   | 10h 36m 23.0s | -27° 21′ 17″ | 2973 ± 15              | 14,41 | 41,5 ± 3,1     | 37              |
| PGC 31444  | E2/S0       | Elliptique?    | 10h 36m 34.8s | -27° 34′ 55″ | 2781 ± 12              | 14,16 | 38,8 ± 2,8     | 25              |
| PGC 314961 | ?           | ?              | 10h 36m 54.6s | -27° 50′ 43″ | 2470 ± ?               | 16,9R | 34,6 ± ?       | ?               |
| PGC 31515  | S0(4)       | Lenticulaire   | 10h 37m 04.9s | -27° 24′ 00″ | 2748 ± 12              | 13,46 | 38,4 ± 2,8     | 28              |
| PGC 315801 | E1          | Elliptique     | 10h 37m 41.4s | -27° 02′ 40″ | 3045 ± 139             | 17,48 | 42,7 ± 4,9     | 12              |

- 1 Les valeurs des décalages vers le rouge indiquées sur la base de données NASA/IPAC placeraient ces trois galaxies nettement en dehors du groupe de NGC 3312. Ces valeurs sont probablement erronées.

Le site DeepskyLog permet de trouver aisément les constellations des galaxies mentionnées dans ce tableau ou si elles ne s'y trouvent pas, l'outil du site constellation permet de le faire à l'aide des coordonnées de la galaxie. Sauf indication contraire, les données proviennent du site NASA/IPAC. 